# سوویتیتسه
سوویتیتسه (به لاتین: Sovětice) یک منطقهٔ مسکونی در جمهوری چک است که در ناحیه هرادتس کرالووه واقع شده‌است. سوویتیتسه ۴٫۸ کیلومتر مربع مساحت و ۲۳۱ نفر جمعیت دارد و ۲۶۳ متر بالاتر از سطح دریا واقع شده‌است.